# Cantonul părăsit
Cantonul părăsit este volumul scriitorului român Fănuș Neagu care i-a adus Premiul Uniunii Scriitorilor din România.

## Ecranizare
- Cantonul părăsit (film) (1985), regia Adrian Istrătescu-Lener[2]